# سپیدرخ کانادایی
سپیدرخ کانادایی (نام علمی: Leucorrhinia patricia) نام یک گونه از سرده سپیدرخ‌ها است.